# 赵河
赵河，是中国长江流域汉水水系的一条河流，汇入湍河。河长62千米，流域面积1700平方千米，多年平均流量15立方米每秒。自然落差292米。水能理论蕴藏量1万千瓦。